# Dionysos (chanson)
Pour les articles homonymes, voir Dionysos.
Pistes de Chœurs
Bury Me Now Elle viendra l'Érinys
Dionysos est la treizième chanson de l'album Chœurs de Bertrand Cantat, Pascal Humbert, Bernard Falaise et Alexander MacSween conçu pour constituer les chœurs antiques de la trilogie « Des femmes » de Sophocle adaptée et mise en scène en 2011 par Wajdi Mouawad. Elle illustre Antigone, le second volet de la trilogie.

## Argument
Ce titre utilise le procédé de l'overdubing réalisé sur scène en direct par Bertrand Cantat qui par ailleurs agrémente le titre d'un air d'harmonica comme il le faisait sur certaines chansons de Noir Désir. Cette idée a été émise par Bernard Falaise afin d'évoquer la dualité du dieu grec[réf. nécessaire]. La maquette préfigure l'utilisation beaucoup plus prononcée de l'overdubing figurant sur le morceau définitif. Cet ajout crée un début de polémique du côté de la production[réf. nécessaire] ainsi que l'ajout de l'harmonica jugé anachronique, mais son utilisation antérieure sur les morceaux de Noir Désir décide finalement de son usage. Bertrand Cantat déclarera que ce sont les paroles qui sauvent la chanson, l'esprit "antique" qui prévalait au départ étant toutefois mis à l'épreuve[réf. nécessaire]. 
Dionysos est directement issu du texte du cinquième stasimon de la tragédie.

## Musiciens ayant participé à la chanson
- Bertrand Cantat, chant, guitare, harmonica
- Pascal Humbert, basse, contrebasse
- Bernard Falaise, guitare
- Alexander MacSween, batterie, percussions